# Epic Rap Battles of History
Epic Rap Battles of History (abreviadas normalmente como ERB ou ERBoH) é uma série de vídeos do YouTube criada por Peter Shukoff (Nice Peter) e Lloyd Ahlquist (EpicLLOYD). A série mostra famosos históricos e figuras pop, ficcionais ou reais, umas contras as outras em formato batalha de rap.
Apesar dos primeitos episódios serem representados apenas por Nice Peter e EpicLLOYD, episódios seguintes tem mostrado frequentemente atores convidados fenômenos da internet, tais como Lisa Donovan, Timothy DeLaGhetto, George Watsky, DeStorm Power, Keegan-Michael Key, Jordan Peele, Rhett and Link, PewDiePie, e Jenna Marbles e Ray Willian Johnson. O Rapper Snoop Dogg surgiu como convidado especial no episódio "Moisés vs Papai Noel". Inicialmente exibidas no canal de Nice Peter, Epic Rap Battles of History tem seu próprio canal no YouTube desde dezembro de 2011, de acordo com Maker Studios, que produz e distribui as séries.
A partir da terceira temporada, foi adotado o método de produzir seis batalhas por semana (lançando-as nas segundas-feiras), e dar um intervalo de alguns meses para lançar mais seis batalhas, lançando-as uma por uma a cada duas semanas (também em segundas-feiras). Atualmente estão na sexta temporada, sendo esta a primeira produzida de forma independente, sendo financiada através do Patreon.

## Batalhas da primeira temporada (26/09/2010-18/11/2011)
1. John Lennon vs Bill O'Reilly (Series premiere) (Season 1 premiere)
2. Darth Vader vs Hitler
3. Abe Lincoln vs Chuck Norris
4. Sarah Palin vs Lady Gaga
5. Hulk Hogan vs Kim Jong-il (com participação de Macho Man Randy Savage)
6. Justin Bieber vs Beethoven
7. Albert Einstein vs Stephen Hawking
8. Gengis Khan vs Easter Bunny
9. Napoleon vs Napoleon
10. Billy Mays vs Ben Franklin
11. Gandalf vs Dumbledore
12. Dr. Seuss vs Shakespeare (com participação de The Cat in the Hat e Thing 1 and Thing 2)
13. Mr. T vs Mr. Rogers
14. Christopher Columbus vs Captain Kirk
15. Nice Peter vs EpicLLOYD (co-proprietários de ERB) (Season 1 finale)

## Batalhas da segunda temporada (08/12/2011-26/04/2013)
1. Darth Vader vs Hitler 2 (Season 2 premiere)
2. Master Chief vs Leonidas
3. Mario Bros. vs Wright Bros
4. Michael Jackson vs Elvis Presley
5. Cleópatra vs Marilyn Monroe
6. Steve Jobs vs Bill Gates (com participação de HAL 9000)
7. Frank Sinatra vs Freddie Mercury
8. Barack Obama vs Mitt Romney (com participação de Abe Lincoln)
9. Doc Brown vs Doctor Who
10. Bruce Lee vs Clint Eastwood
11. Batman vs Sherlock Holmes
12. Moses vs Santa Claus
13. Adam vs Eve
14. Gandhi vs Martin Luther King Jr.
15. Nikola Tesla vs Thomas Edison
16. Babe Ruth vs Lance Armstrong
17. Mozart vs Skrillex
18. Rasputin vs Stalin (com participação de Lenin, Mikhail Gorbatchov e Vladimir Putin) (Season 2 finale)

## Batalhas da terceira temporada (07/10/2013-14/07/2014)
1. Darth Vader vs Hitler 3 (com participação de Boba Fett) (Season 3 premiere)
2. Blackbeard vs Al Capone
3. Miley Cyrus vs Joan of Arc
4. Bob Ross vs Pablo Picasso
5. Michael Jordan vs Muhammad Ali
6. Donald Trump vs Ebenezer Scrooge (com participação de J. P. Morgan, Kanye West e the Ghost of Christmas Yet to Come)
7. Rick Grimes vs Walter White
8. Goku vs Superman
9. Stephen King vs Edgar Allan Poe
10. Sir Isaac Newton vs Bill Nye (com participação de Neil deGrasse Tyson)
11. George Washington vs William Wallace
12. The Renaissance Artists: Leonardo, Donatello, Michelangelo e Raphael vs TMNT: Leonardo, Donatello, Michelangelo e Raphael (Season 3 finale)

## Batalhas da quarta temporada (10/11/2014-03/08/2015)
1. Ghostbusters vs Mythbusters (Season 4 premiere)
2. Romeo and Juliet vs Bonnie and Cliet
3. Zeus vs Thor (versão LEGO)
4. Jack the Ripper vs Hannibal Lecter
5. Oprah Winfrey vs Ellen DeGeneres
6. Steven Spielberg vs Alfred Hitchcock (com participação de Quentin Tarantino, Stanley Kubrick e Michael Bay)
7. Lewis and Clark vs Bill and Ted
8. David Copperfield vs Harry Houdini
9. Terminator vs RoboCop
10. Western Philosophers: Nietzsche, Sócrates e Voltaire vs Eastern Philosophers: Lao Tzu, Sun Tzu e Confúcio
11. Shaka Zulu vs Júlio César
12. Jim Henson vs Stan Lee (com participação de Walt Disney) (Season 4 finale)

- Deadpool vs Boba Fett (Batalha bônus)

## Batalhas da quinta temporada (03/05/2016-10/01/2017)
1. J. R. R. Tolkien vs George R. R. Martin (Season 5 premiere)
2. Gordon Ramsay vs Julia Child
3. Frederick Douglass vs Thomas Jefferson
4. James Bond vs Austin Powers
5. Bruce Banner vs Bruce Jenner
6. Alexander the Great vs Ivan the Terrible (com participação de Frederick the Great, Pompey the Great e Catherine the Great)
7. Donald Trump vs Hillary Clinton (com participação de Abe Lincoln)
8. Ash Ketchum vs Charles Darwin
9. Wonder Woman vs Stevie Wonder
10. Tony Hawk vs Wayne Gretzky
11. Theodore Roosevelt vs Winston Churchill
12. Nice Peter vs EpicLLOYD 2 (co-proprietários de ERB) (Season 5 finale)

## Batalhas da sexta temporada (20/04/2019-05/12/2020)
- Elon Musk vs Mark Zuckerberg (Batalha bônus)

1. Freddy Krueger vs Wolverine (Season 6 premiere)
2. Guy Fawkes vs Che Guevara
3. Ronald McDonald vs The Burger King
4. George Carlin vs Richard Pryor (com participação de Bill Cosby, Joan Rivers e Robin Williams)
5. Jacques Cousteau vs Steve Irwin
6. Mother Teresa vs Sigmund Freud
7. Vlad the Impaler vs Count Dracula
8. The Joker vs Pennywise
9. Thanos vs J. Robert Oppenheimer
10. Donald Trump vs Joe Biden
11. Harry Potter vs Luke Skywalker (versão LEGO) (Season 6 finale)

## Batalhas da sétima temporada (em breve)
1. TBA (Season 7 premiere)